# Kailea Vernius
Kailea Vernius è un personaggio di finzione de Il preludio a Dune di Brian Herbert e Kevin J. Anderson.

## La vita
Kailea Vernius nasce su Ix, primogenita del conte Dominic, ultimo discendente di Casa Vernius, e di Shando, ex concubina del centenario Imperatore Padishah Elrood IX.
È la sorella maggiore del principe Rhombur, destinato a succedere al padre alla guida del feudo del misterioso e tecnologico pianeta.
Viene educata nella tradizione delle nobildonne imperiali, e coinvolta dal padre negli affari che sostengono le finanze della dinastia feudale. Quando il Bene Tleilax attacca Ix in un'azione congiunta segretamente con le truppe Sardaukar di Elrood IX, Kailea e il fratello vengono ospitati su Caladan dal duca Paulus Atreides, con grande disappunto della consorte Helena Richese.
Quando il duca Paulus muore assassinato, suo figlio Leto assume il feudo di Caladan e inizia con Kailea una relazione d'amore. Tuttavia, data la sua ambizione, Kailea non si accontenta del rango di concubina ufficiale del duca, ma Leto è insormontabile: lei appartiene a una Casa rinnegata e un matrimonio potrebbe coinvolgere la Casa Atreides in una controversia con il Landsraad, sfavorevole alla Casa.
I due mettono comunque al mondo un figlio, Victor, che non viene riconosciuto come membro della Casa di Caladan. Sei anni dopo la nascita del bambino, Kailea, spinta da Chiara, una dama di compagnia infiltrata dalla Casa Harkonnen, e infuriata dalla presenza di Jessica, una Bene Gesserit divenuta la seconda concubina ducale, trama per uccidere Leto, trasmettendo così il feudo di Caladan a Victor e riportando la Casa Vernius al potere per mezzo della sua reggenza.
La congiura coinvolge involontariamente il capitano delle guardie Atreides, divenuto amante di Kailea, dopo un banchetto quest'ultima invita il capitano nelle sue stanze come ormai di consuetudine negli ultimi tempi e dopo una notte di passione gli ruba la chiave a codice dell'armeria di Casa Atreides che consegnerà poi a Chiara che piazzerà l'esplosivo. Sullo stesso velivolo sopraggiungono anche Victor e lo zio Rhombur che inizialmente dovevano fare una battuta di pesca assieme al capitano ma spinti dalla volontà del piccolo e di quella dello stesso zio si recarono anch'essi sul Clipper guidato dal Duca Leto. Quando l'aereo esplode il piccolo Victor muore, Leto sopravvive quasi illeso e Rhombur viene orribilmente mutilato, e per sopravvivere viene sottoposto a un intervento del dottor Yueh, uno dei migliori medici Suk imperiali, che lo tramuta in una sorta di cyborg.
Sconvolta dall'angoscia della morte del figlio, di come era ridotto il fratello e dopo essere stata scoperta dal capitano uccide con un coltello Chiara per poi suicidarsi lanciandosi da una torre di Castel Caladan